# Petra Fontanive
Petra Fontanive (* 10. Oktober 1988) ist eine Schweizer Hürdenläuferin, die sich auf die 400-Meter-Distanz spezialisiert hat.
Bei den Leichtathletik-Europameisterschaften 2014 in Zürich und den Leichtathletik-Weltmeisterschaften 2015 in Peking erreichte sie jeweils den Halbfinal.
Ihre persönliche Bestzeit von 54,56 s stellte sie am 10. Juni 2017 in Genf auf, wo sie für den TV Unterstrass antrat. Damit reihte sie sich in der Allzeitbestenliste der Schweiz auf Rang zwei ein (2019: Rang drei).